# Everardia
Everardia Ridl.  é um género botânico pertencente à família Cyperaceae.

## Sinônimo
- Pseudoeverardia Gilly

## Espécies
| - Everardia angusta - Everardia debilis - Everardia diffusa - Everardia disticha - Everardia duidae - Everardia erecto - Everardia flexifolia - Everardia glaucifolia - Everardia gracilis - Everardia guaiquinimae - Everardia hitchcockii | - Everardia lanata - Everardia longifolia - Everardia maguireana - Everardia montana - Everardia ptariensis - Everardia recurvigluma - Everardia revoluta - Everardia steyermarkii - Everardia surinamensis - Everardia vareschii |